# Будинки Ісаковича
Будинки Ісаковича — пам'ятки архітектури та історії в Одесі. Будинки розташовані на вузькій ділянці у самому центрі міста між Міським садом, Дерибасівською та Гаванною вулицями. Будинки споруджені невідомими архітекторами і з часу свого існування зазнали численних перебудов. Наприкінці ХІХ ст. будинки належали Самойлу Ісааковичу Ісаковичу, що мав караїмське походження.

## Історія
Квартал, у якому розташовані будинки, утворився між 1803 та 1806 роками. На генеральному плані 1806 року вказується вузька прямокутна будівля уздовж вулиці Дерибасівської. Якраз у ті часи облаштовувався Міський сад, у бік якого виходила західна межа ділянки. На плані міста 1867 року вказується окрема довга будівля по Гаванній вулиці. У 1881 році будинок було реконструйовано, про що свідчить дата «1881» у нижній часті фронтону. На початку 1893 року будинок з боку Гаванної вулиці ще не був вкритий штукатуркою, у березні того ж року власнику ділянки С. Л. Ісаковичу було дозволено збільшити даний будинок у два рази за проектом цивільного інженера С. А. Ландесмана. Можливо, що нагляд за спорудженням здійснював громадський інженер П. А. Заварзін . У 1898 році ділянка належала караїму Самойлу Ісааковичу Ісаковичу (1859—1810).
Родина Ісаковичів з'явилася у Одесі всередині ХІХ ст. Самойло Ісакович був власником відомих у Одесі лазень на Преображенській вул., 45, які були засновані його батьком Ісааком Соломоновичем Ісаковичем. Дружиною С. І. Ісаковича була караїмка Рахіль Семенівна Ісакович (Мангубі). Однак Самойло Ісакович з дружиною не жили на даній ділянці, їх квартира була розташована на Преображенській вул., 45, де розміщувалась водолікарня та лазні.
На початку ХХ ст. у будинку проживали деякі члени родини Мангубі, зокрема почесний громадянин Одеси Савелій Соломонович Мангубі. Після трагічної загибелі Самойла Ісаковича ділянка переходить у власність караїма Рашеля Мойсейовича Мангубі, який і мешкає у одному з будинків на цій ділянці. У 1917—1922 роках у будинку по Гаванній вулиці проживав вчений-фізик Микола Дмитрович Папалексі, який з Полтави переїхав до Одеси, де працював у Політехнічному інституті.
Щодо торгових закладів, то наприкінці ХІХ ст. у будинках ділянки розміщувався магазин капелюхів Власопуло, магазин чаїв торгового дому «Адріан Оборін», крамниця Фішера, де здійснювався продаж консервів, крамниця білизни Шерешевського, бакалійна крамниця Канцлерова, магазин та фабрика музичних інструментів І. К та К. К. Шредерів, фотографія Жульєна, буфет мінеральних вод, друкарня потомственого почесного громадянина Рашеля Мойсейовича Мангубі та кандидата юридичних наук Г. М. Бейленсона.
За радянських часів у ІІ-й половині ХХ ст. у будинку по Дерибасівській вулиці було влаштоване кафе «Сніжинка».

## Газета «Південний огляд»
У друкарні Мангубі та Бейленсона у будинку Ісаковича видавалася газета «Південний огляд», редакція якої наприкінці ХІХ ст. розміщувалась у будинку М. Михайлова на Гаванній вул., 9. Редатором газети був Микола Цакні, а видавцем Г. М. Бейленсон. Між 1906 та 1907 роками редактором та видавцем газети стає С. І. Ісакович, який змінює її назву на «Одеський огляд», а редакція газети відповідно переїжджає на ділянку Ісаковича. Після смерті Самойла Ісаковича у 1910-х роках редактором газети стає Олександр Самойлович Ісакович.

## Кінотеатри
У 1906 році за проектом інженера Ж. Л. Гофмана у одному з будинків було влаштовано кінотеатр «Паризький», що належав Круглякову.
У 1913 році для збору грошей для лікування відомого авіатора Сергія Ісайовича Уточкіна його брати орендували приміщення на другому поверсі кутового будинку Ісаковича. 3 жовтня 1913 року кінотеатр був урочисто відкритий, а на подію з Києва приїхав сам С. І. Уточкін. На жаль, через декілька днів здоров'я Уточкіна погіршилось і його віддали на лікування у психіатричну лікарню Штейнфінкеля, з якої він у листопаді здійснив втечу.
У добу НЕПу кінотеатр був перейменований у «Ампір», а наприкінці 1920-х років працював під назвою «Червоний літун». З 1932 року заклад носить назву «Червоний залізничник». З 1941 року кінотеатр працював під назвою Кінотеатр ім. Маяковського. У 2000-х роках приватні власники вирішили відновити роботу кінотеатру під історичною назвою «Уточ-кіно». Реконструкція залу була здійснена архітекторами В. Л. Глазиріним, Ю. В. Бєліковим та скульптором А. Токаревим. У 2008 році власники втратили зацікавленість до кінотеатру і зачинили його після того, як у силу увійшов закон, що зобов'язував здійснювати обов'язковий дубляж фільмів державною мовою.

## Архітектура
Ділянка забудована декількома будинками, спорудженими у різні періоди часу. Найбільш багато оздобленим є кутовий будинок по Дерибасівської вулиці, що виконаний у стилі необароко. На фасаді його розміщені медальйони із чоловічими та жіночими профілями. У фронтоні будинку розміщена дата будівництва або реконструкції — «1881». На початку ХХ ст. був влаштований вхідний портал у приміщення першого поверху на куті Дерибасівської та Гаванної вулиць. У 1911 році з боку Міського саду були влаштовані сходи до кінотеатру «Уточ-кіно». З боку Гаванної вулиці був влаштований вихід з кінотеатру із скульптурним оздобленням у вигляді театральних масок та вітражів.
Торцями до кутового будинку розміщені дві довгі споруди, що виходять фасадами у бік Гаванній вулиці та Міського саду. Будинок з боку Гаванної вулиці двоповерховий з мезоніном та мансардою. Його фасад виконаний також у стилі необароко, але у досить умовних формах. Між будинком і сусідньою ділянкою існував простір, у якому пізніше була споруджена вставка із нижчим рівнем стель над аркою проїзду. Над вікнами вставки розміщена літера «И» — перша літера прізвища Ісаковича російською мовою. З боку Міського саду розташований двоповерховий будинок з великим мезоніном і спрощеним декором. Споруди ділянки утворюють щільне подвір'я.

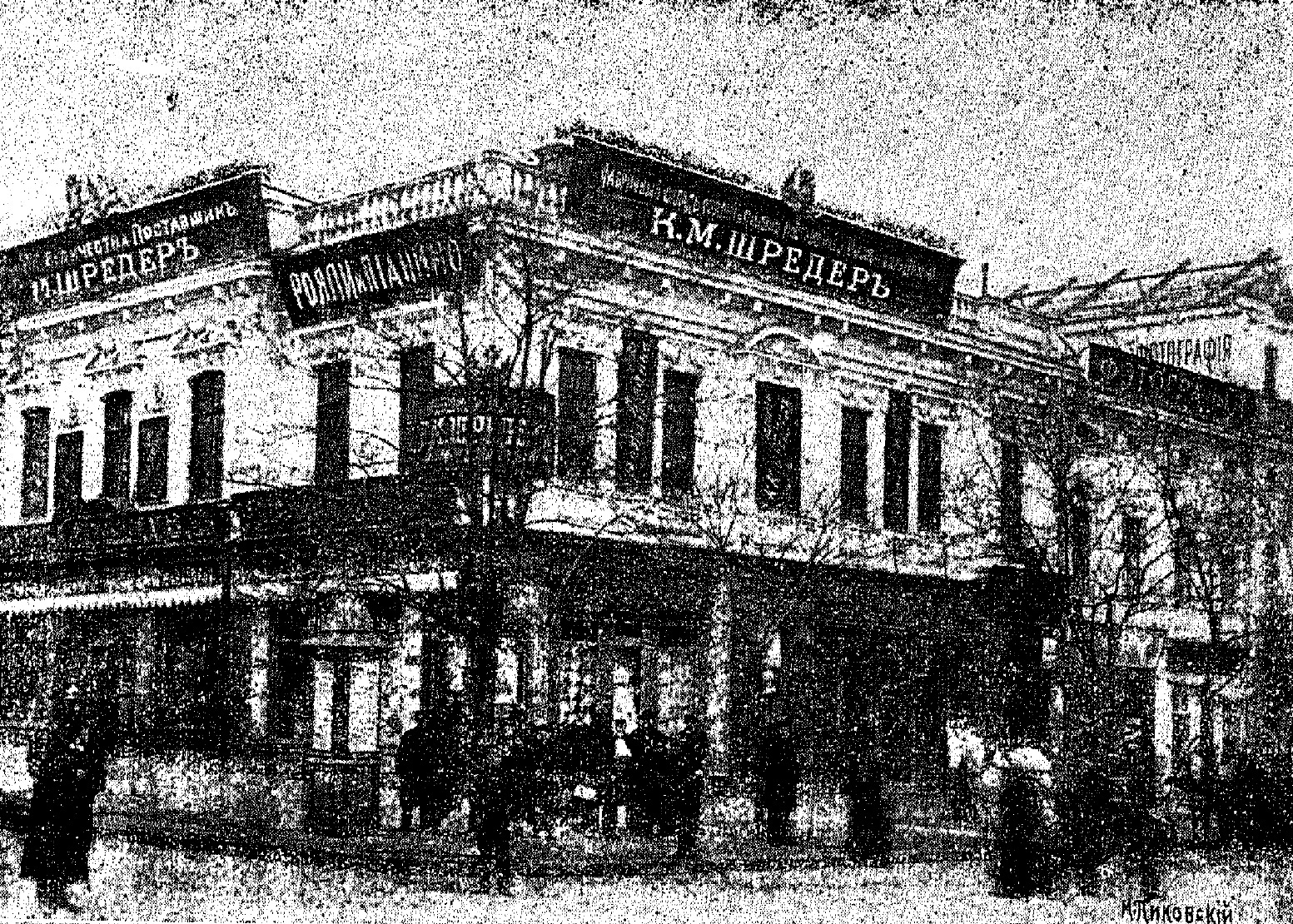
Будинок з боку Дерибасівської вул., 1898 р.
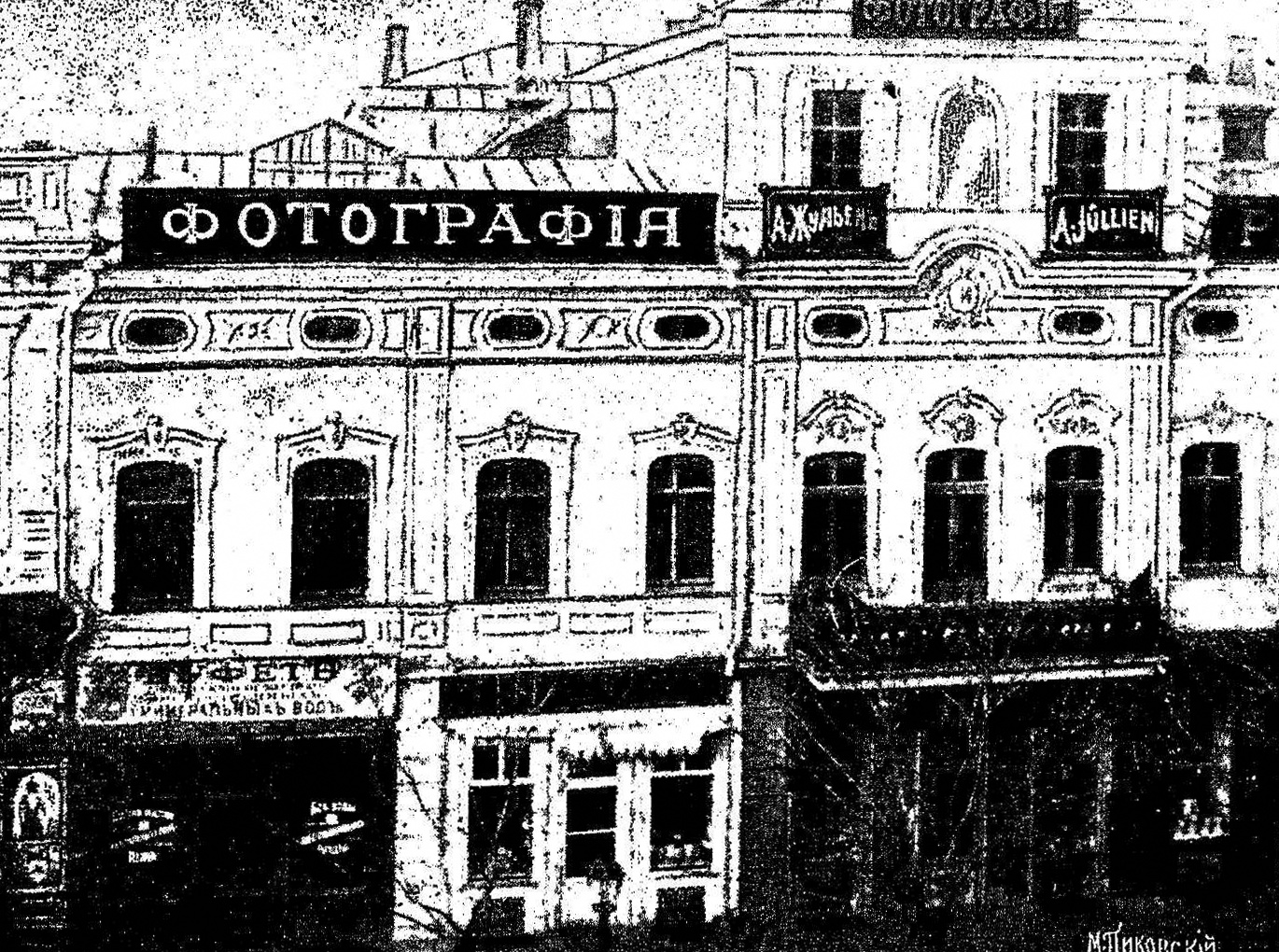
Будинок з боку Гаванної вул., 1898 р.
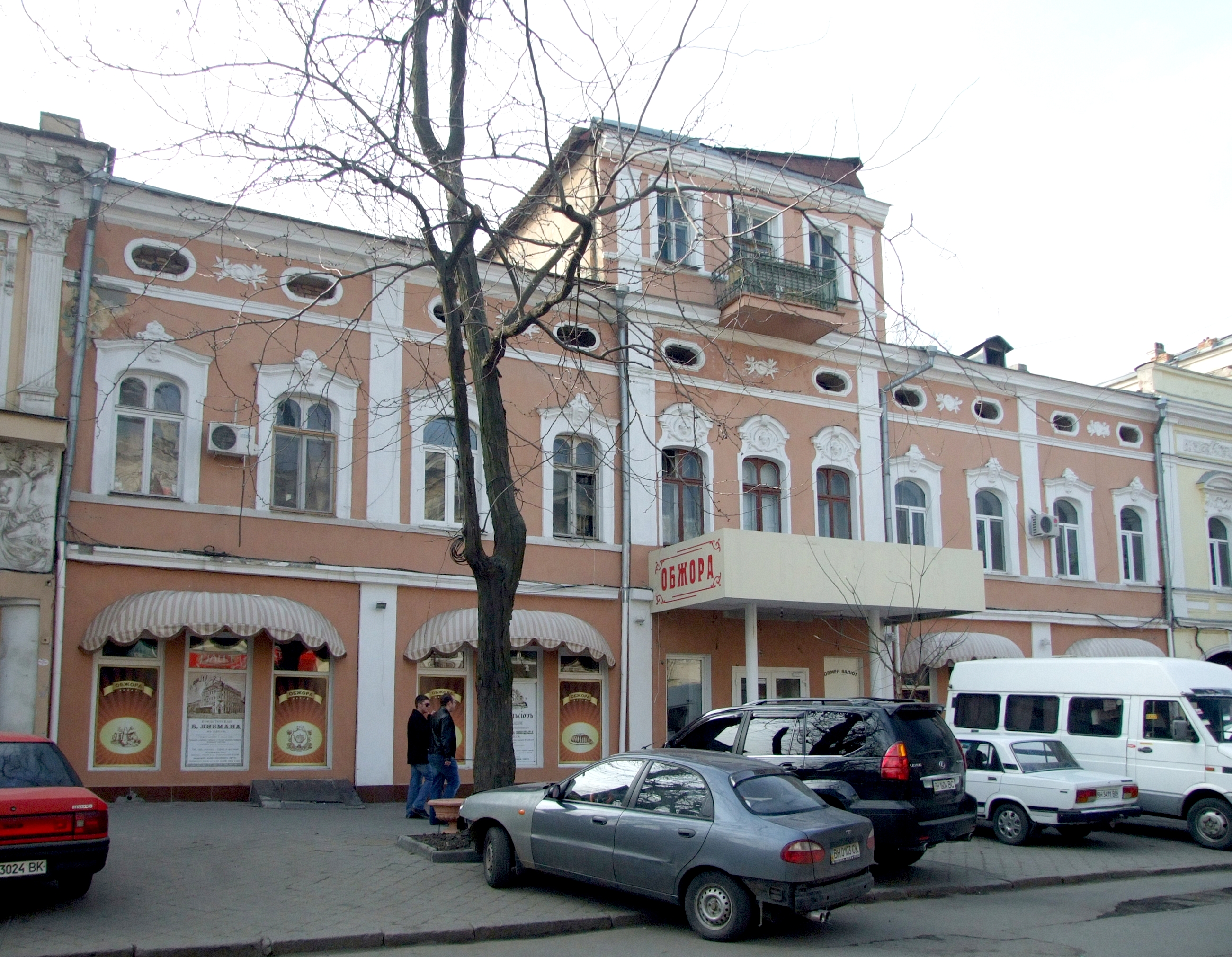
Будинок з боку Гаванної вулиці
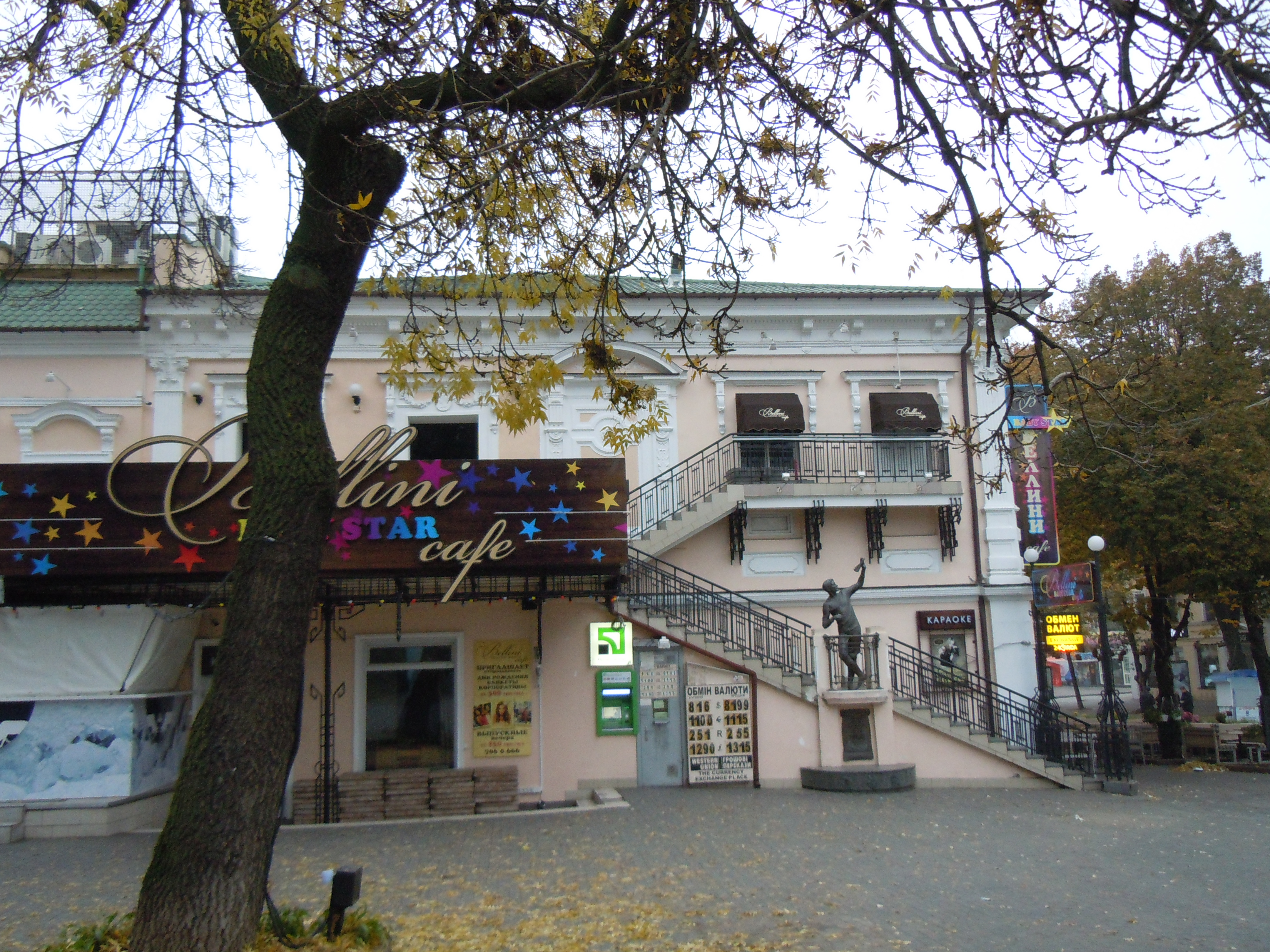
Парковий фасад кутового будинку
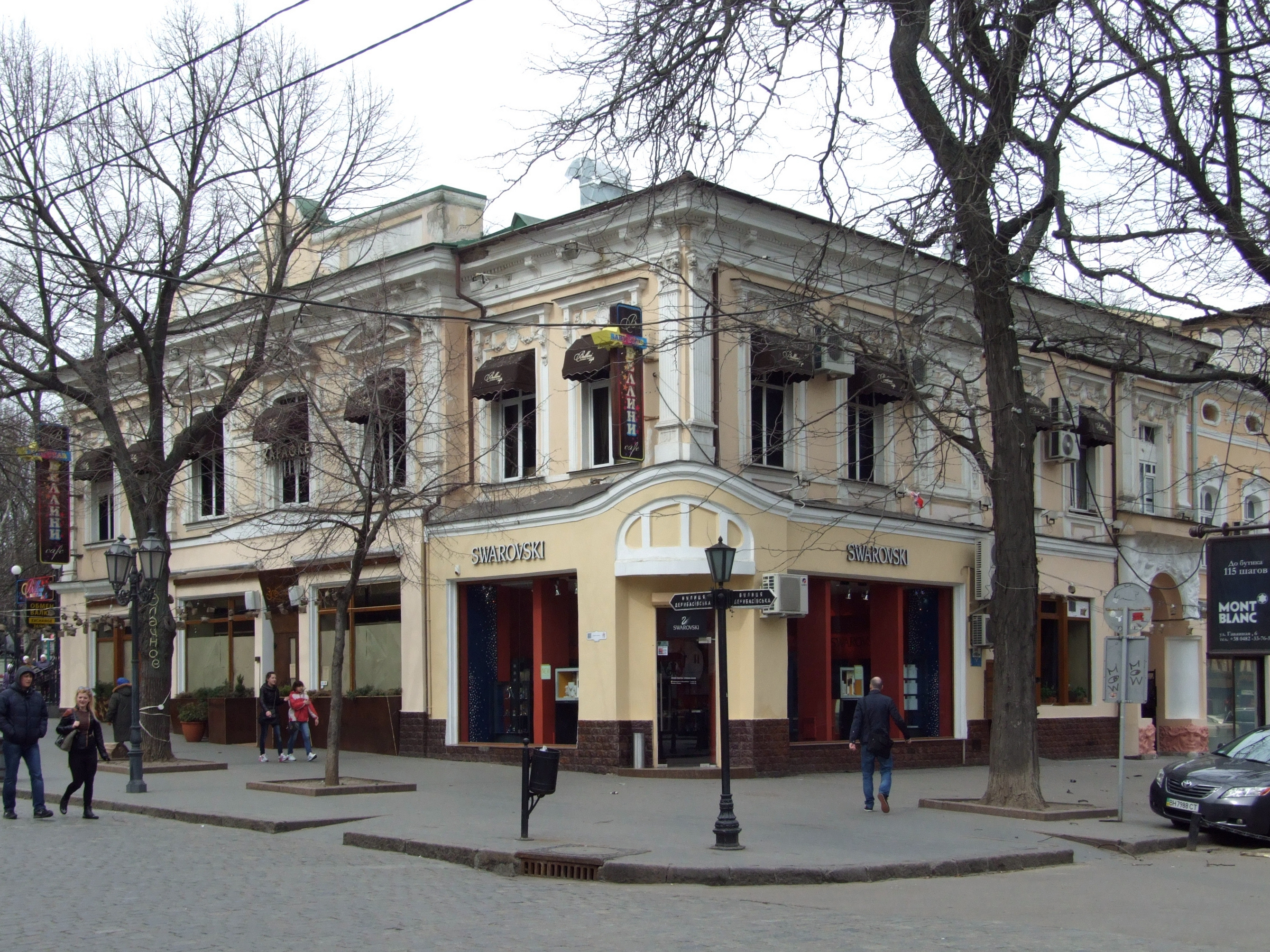
Вхідний портал початку ХХ ст.
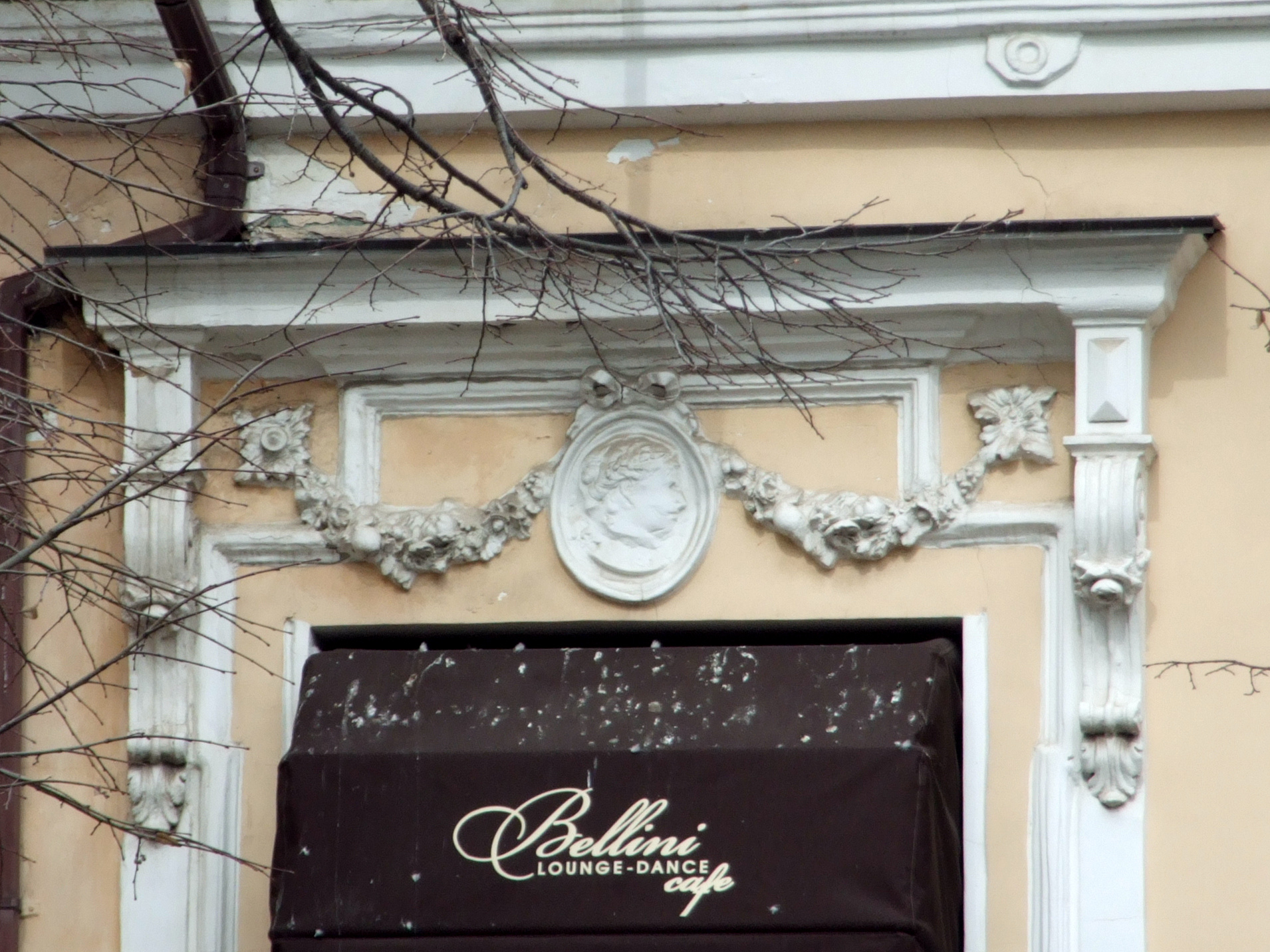
Чоловічий профіль
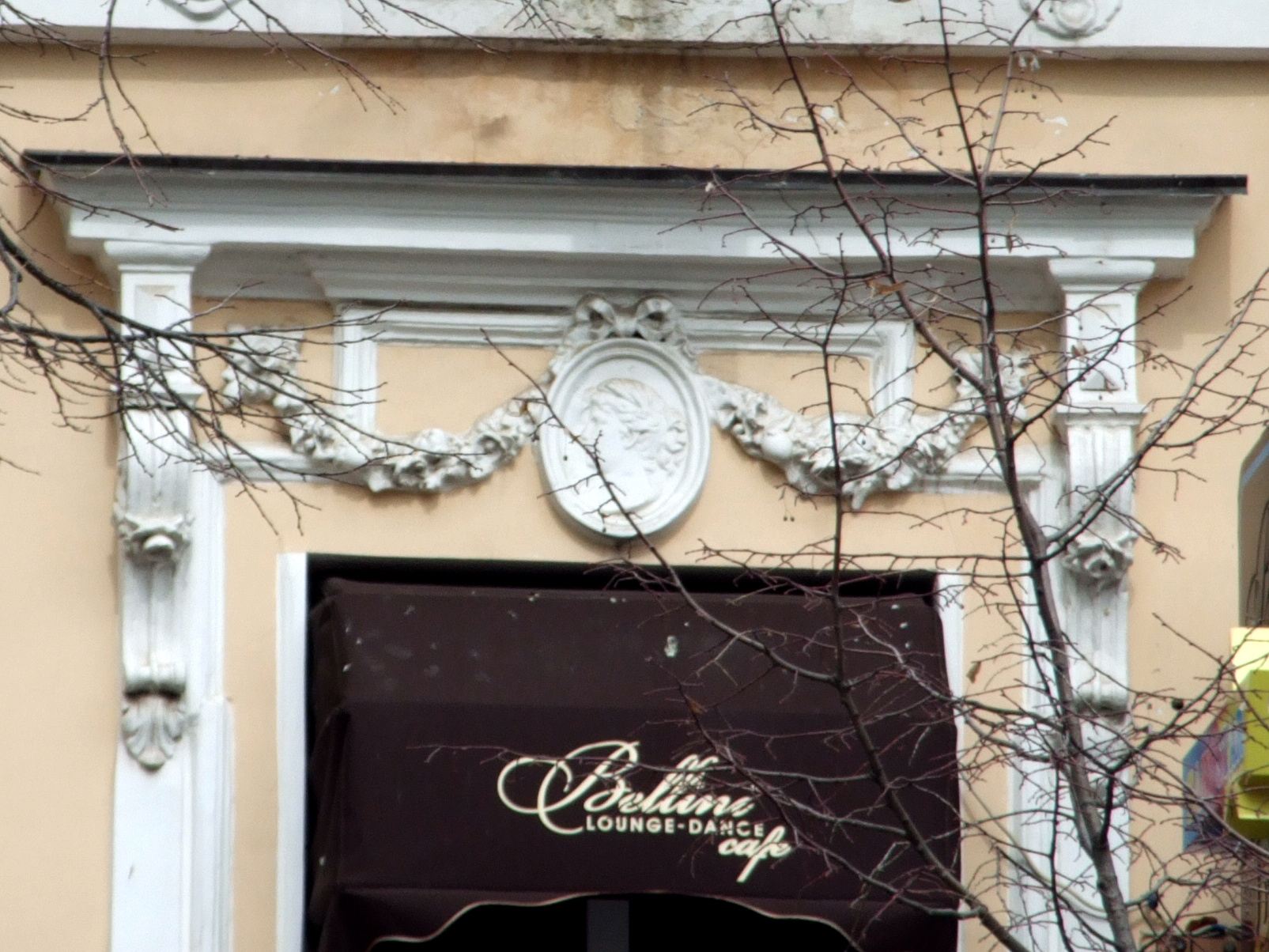
Жіночій профіль
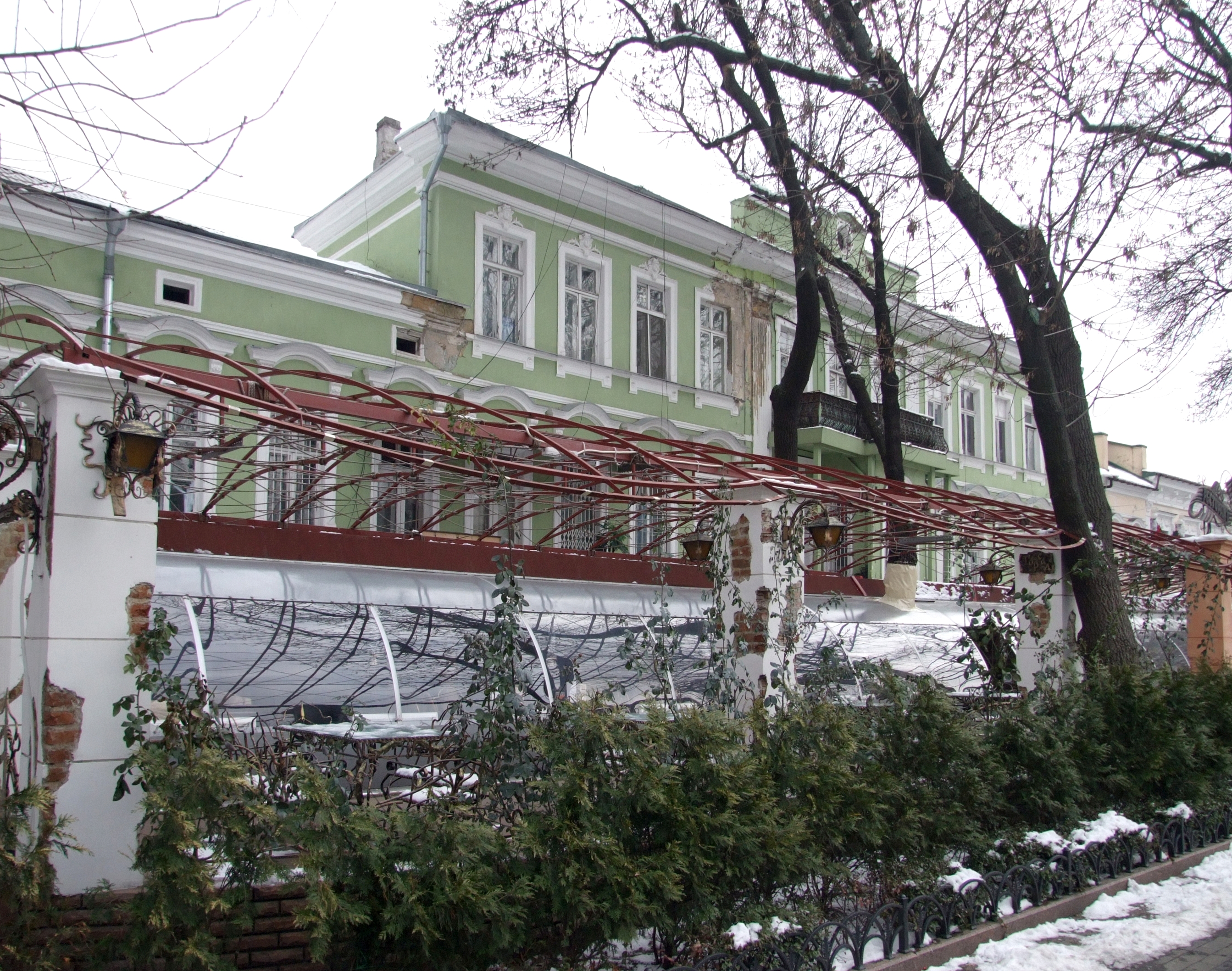
Будинок з боку Міського саду
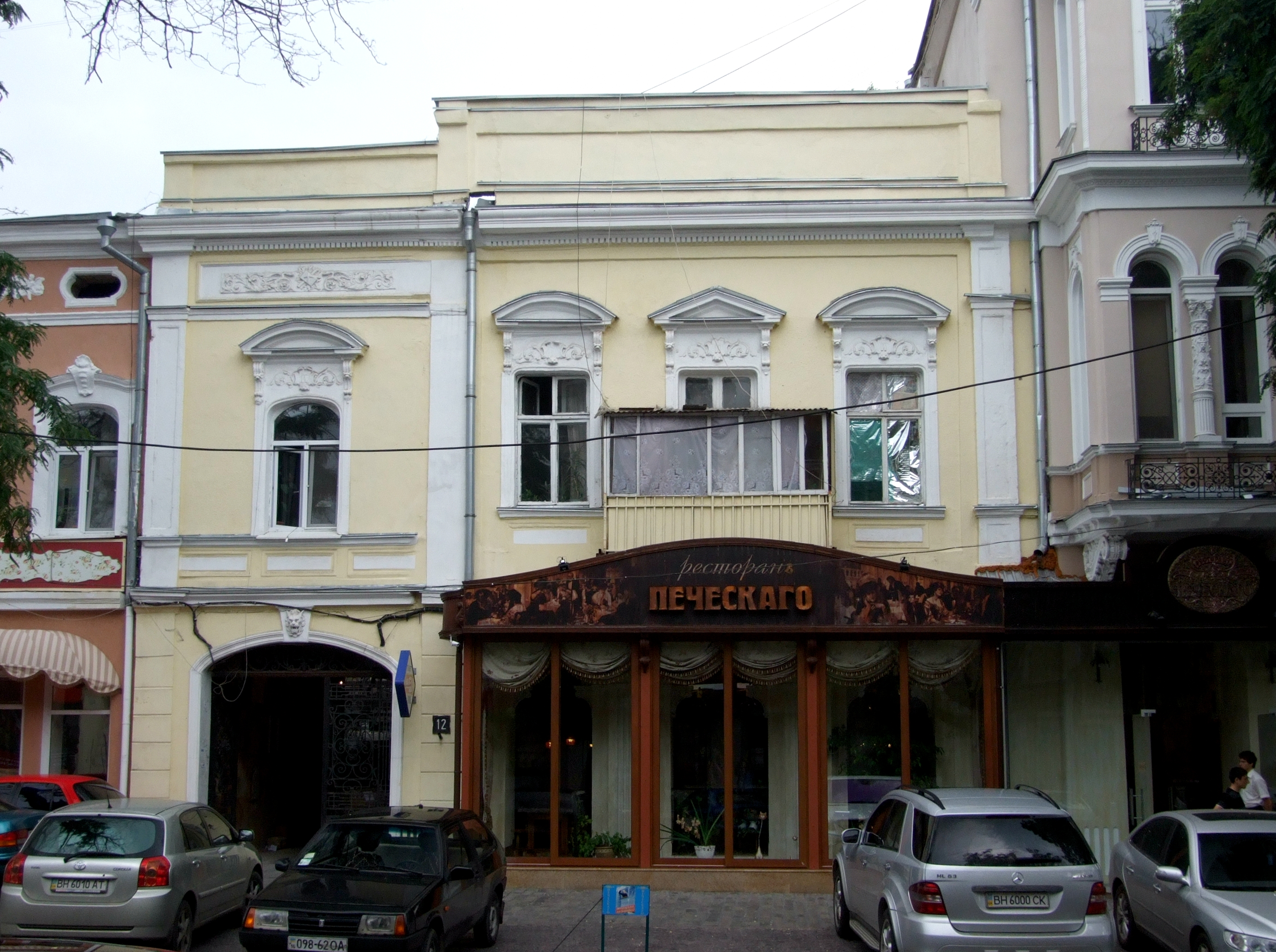
Вставка з боку Гаванної вулиці
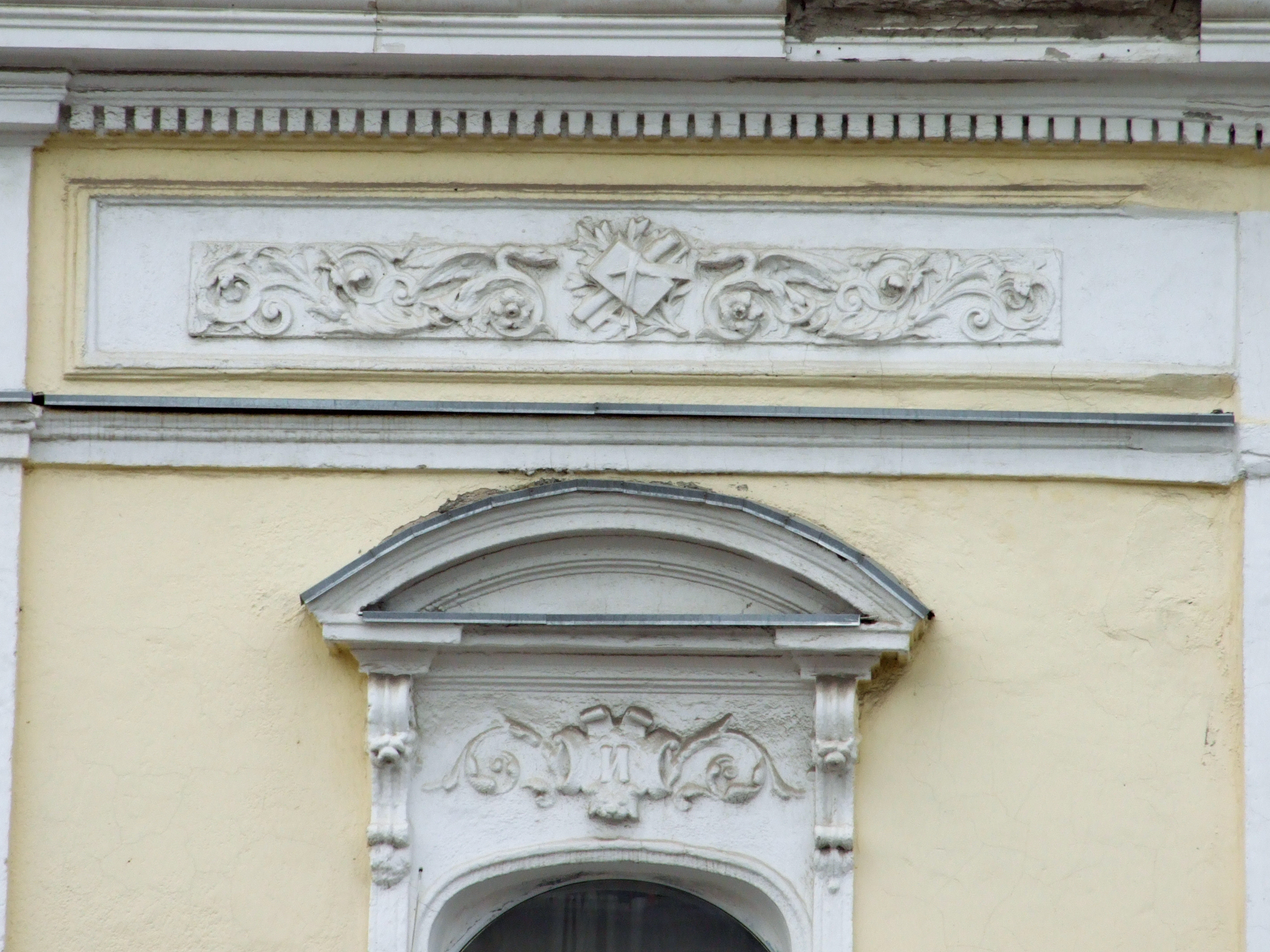
Літера «И» над вікном вставки
Сходи до залу кінотеатру «Уточ-кіно»